# McMahon-systeem
Het McMahon-systeem is een toernooisysteem dat veel in gotoernooien gebruikt wordt. Het systeem is vernoemd naar de informaticus Lee E. McMahon.
Het is gebaseerd op het Zwitsers systeem, maar verschilt daarin dat de spelers vooraf op basis van hun speelsterkte reeds een aantal punten krijgen, de sterkste spelers de meeste. Prijzen worden zowel gegeven voor de hoogst eindigende spelers in de eindstand als voor spelers die een groot aantal wedstrijden winnen.
Voordeel van dit systeem is dat het de mogelijkheid geeft om in toernooien met veel deelnemers en een beperkt aantal ronden een eenduidige winnaar te bepalen en iedereen de kans te geven tegen spelers van een geschikte sterkte te spelen. Nadeel is dat het voor zwakkere spelers niet alleen in de praktijk maar zelfs theoretisch onmogelijk is om het toernooi te winnen. Boven een bepaalde sterkte (de McMahon-bar) krijgen alle spelers hetzelfde aantal punten, zodat deze een eerlijke kans hebben het toernooi te winnen. De hoogte van deze bar verschilt per toernooi en wordt gebaseerd op het aantal spelers dat sterker is dan de bar.